# Eleições municipais em Manaus em 1982
As eleições municipais em Manaus em 1982 ocorreram em 15 de novembro, como parte das eleições municipais no Brasil em 23 estados e nos  territórios federais do Amapá e Roraima. Sendo capital de estado, a cidade amazonense estava sob o tacão do Ato Institucional Número Três, motivo pelo qual seriam eleitos apenas os 21 vereadores, pois o novo prefeito seria escolhido em 1983 pelo governador Gilberto Mestrinho.
Natural de Eirunepé, o advogado Amazonino Mendes formou-se na Universidade Federal do Amazonas em 1969 e chegou a trabalhar no escritório de Ary Franco, mas estabeleceu-se como empresário da construção civil, ramo do qual afastou-se por três anos quando assumiu o cargo de diretor-auxiliar do Departamento de Estradas de Rodagem durante o primeiro governo Gilberto Mestrinho, em 1960, estreando na vida política no PMDB ao ser nomeado prefeito de Manaus em 1983.

## Resultado da eleição para prefeito
Eleição realizada pela Assembleia Legislativa do Amazonas.
| Candidatos a prefeito de Manaus | Candidatos a vice-prefeito | Número | Coligação            | Votação | Percentual |
| ------------------------------- | -------------------------- | ------ | -------------------- | ------- | ---------- |
| Amazonino Mendes PMDB           | -                          | 15     | PMDB (sem coligação) | -       | -          |
| Fontes:                         |                            |        |                      |         |            |

## Resultado da eleição para vereador
| Vereadores eleitos em Manaus  | Partido | Votação | Percentual | Cidade onde nasceu | Unidade federativa |
| Otalina Aleixo                | PMDB    | 6.800   |            | Manaus             | Amazonas           |
| Bianor Garcia                 | PMDB    | 4.706   |            |                    |                    |
| Júlio Celso Lima Seixas       | PMDB    | 4.614   |            |                    |                    |
| Raul de Queiroz Menezes Veiga | PDS     | 4.413   |            |                    |                    |
| Paulo Segadilha França        | PMDB    | 4.411   |            |                    |                    |
| Francisco Marques             | PMDB    | 4.181   |            |                    |                    |
| Antônio Lira Neto             | PMDB    | 3.913   |            |                    |                    |
| Carrel Benevides              | PMDB    | 3.712   |            | Manaus             | Amazonas           |
| Antônio Carioca               | PMDB    | 3.597   |            | Eirunepé           | Amazonas           |
| Ivanildo Gomes Cavalcante     | PMDB    | 3.325   |            |                    |                    |
| Edmilson Fumaça               | PMDB    | 3.254   |            |                    |                    |
| Emílio Soares Santiago        | PMDB    | 3.183   |            |                    |                    |
| Américo Loureiro da Silva     | PMDB    | 2.992   |            |                    |                    |
| Eduardo Braga                 | PDS     | 2.992   |            | Belém              | Pará               |
| Nilton Cortez da Silva        | PMDB    | 2.912   |            |                    |                    |
| Ademir Carioca Martins        | PMDB    | 2.849   |            |                    |                    |
| Lourdes Lopes                 | PDS     | 2.831   |            | Manaus             | Amazonas           |
| Edvar Martins                 | PDS     | 2.779   |            | Ipu                | Ceará              |
| Sebastião da Silva Reis       | PDS     | 2.499   |            | Parintins          | Amazonas           |
| Raimundo do Vale Sena         | PDS     | 2.352   |            |                    |                    |
| Judicael da Silva Almeida     | PDS     | 2.349   |            |                    |                    |
| Fontes:                       |         |         |            |                    |                    |